# Ливидзани Форни, Карло
Карло Ливидзани Форни (итал. Carlo Livizzani Forni; 1 ноября 1722, Модена, Моденское герцогство — 1 июля 1802, Рим, Папская область) — итальянский куриальный кардинал. Кардинал-дьякон с 14 февраля 1785, с титулярной диаконией Сант-Адриано-аль-Форо с 11 апреля 1785 по 21 февраля 1794. Кардинал-священник с титулом церкви Сан-Сильвестро-ин-Капите с 21 февраля 1794. 